# Договір
До́гові́р — взаємне зобов'язання, письмова або усна угода про права та обов'язки між державами, установами, підприємствами та окремими особами.

## Класифікація договорів
В залежності від критерію поділу договори розподіляють на наступні групи.
За розподілом між сторонами прав та обов'язків договори поділяться на:
- односторонні — в одної сторони лише права, в іншої лише обов'язки;
- двосторонні — правами й обов'язками наділені обидві сторони;
- багатосторонні — укладаються більш як між двома сторонами.

За способом узгодження змісту договору розділяють на порядок укладення договору:
- загальний — формуванні договору в порядку, визначеному статтями 641..646 Цивільного Кодексу України;
- спеціальний — порядок передбачає укладення договорів, які мають свої особливості, і залежить від способів укладення договору (аукціон, конкурс, біржовий спосіб);
- судовий — порядок укладення договору є окремою стадією, що регулюється спільно матеріальними і процесуальними нормами законодавства, але волевиявлення сторін затверджується судовим рішенням та вступає в дію з моменту набрання чинності самого рішення суду.

За характером формування волевиявлення виділяють:
- неконкурентний — спосіб укладення договору передбачає визначений суб'єктний склад майбутнього договору, що підтверджується адресуванням оферти конкретному суб'єкту(ам);
- конкурентний — укладається з переможцем за результатами проведенні різного роду торгів (аукціонів, конкурсів).

За ступенем свободи волевиявлення:
- договори, які укладені на основі вільного волевиявлення;
- обов'язковому порядку.

## Дата набуття чинності договору
Договір набирає чинності й стає обов'язковим для сторін із моменту його укладення у належній формі (наприклад, з моменту підписання письмового договору).